# Canadian Masters 1987
Labatt's Canadian Masters 1987 – profesjonalny turniej nie-rankingowy snookera, rozgrywany w dniach 26 października – 31 października 1987 w Toronto. Był to turniej zaproszeniowy dla 8 zawodników. Turniej odbywał się w CBC TV Studios, podobnie, jak trzy poprzednie turnieje tej serii. Pula nagród wynosiła 75 000 funtów. Był to trzeci i ostatni turniej nie-rankingowy rozgrywany pod tą nazwą. Zwycięzcą turnieju był Dennis Taylor, pokonując w finale Jimmy'ego White'a 9 do 7.

## Drabinka turniejowa[3]
|  | Ćwierćfinały (Do 5 frame'ów) | Ćwierćfinały (Do 5 frame'ów) | Ćwierćfinały (Do 5 frame'ów) |  |  | Półfinały (Do 8 frame'ów) | Półfinały (Do 8 frame'ów) | Półfinały (Do 8 frame'ów) |   |                   | Finał (Do 9 frame'ów) | Finał (Do 9 frame'ów) | Finał (Do 9 frame'ów) |
|  |                              |                              |                              |  |  |                           |                           |                           |   |                   |                       |                       |                       |
|  | Irlandia Północna            | Dennis Taylor                | 5                            |  |  |                           |                           |                           |   |                   |                       |                       |                       |
|  | Anglia                       | Steve Davis                  | 1                            |  |  | Irlandia Północna         | Dennis Taylor             | 8                         |   |                   |                       |                       |                       |
|  | Kanada                       | Cliff Thorburn               | 5                            |  |  | Kanada                    | Cliff Thorburn            | 5                         |   |                   |                       |                       |                       |
|  | Anglia                       | Joe Johnson                  | 3                            |  |  |                           |                           |                           |   | Irlandia Północna | Dennis Taylor         | 9                     |                       |
|  | Anglia                       | Jimmy White                  | 5                            |  |  |                           | Anglia                    | Jimmy White               | 7 |                   |                       |                       |                       |
|  | Anglia                       | Tony Knowles                 | 1                            |  |  | Anglia                    | Jimmy White               | 8                         |   |                   |                       |                       |                       |
|  | Anglia                       | Neal Foulds                  | 5                            |  |  | Anglia                    | Neal Foulds               | 7                         |   |                   |                       |                       |                       |
|  | Walia                        | Terry Griffiths              | 4                            |  |  |                           |                           |                           |   |                   |                       |                       |                       |
|  |                              |                              |                              |  |  |                           |                           |                           |   |                   |                       |                       |                       |
|  |                              |                              |                              |  |  |                           |                           |                           |   |                   |                       |                       |                       |

## Finał[2]
| Finał: Do 9 wygranych frame'ów · CBC TV Studios, Toronto, Kanada, 31 października 1987 |                    |             |
| Dennis Taylor | 9 – 7              | Jimmy White |
| Sesja południowa: 26-61(53); 126(64)-5; 1-93(84); 69-13; 104(104)-0; 7-91(87); 127(127)-7; 80-41 Sesja wieczorna: 10-64(53); 0-84(84); 31-80; 78(64)-10; 68-26; 76(60)-23; 45-73(73); 63-53 |                    |             |
| 127 | Najwyższy break    | 87          |
| 2 | Breaki stupunktowe | –           |
| 5 | Breaki 50-punktowe | 6           |

## Breaki stupunktowe turnieju[2]
- Dennis Taylor 127, 104
- Jimmy White 125

## Statystyki turnieju[2]

### Statystyki ćwierćfinałów
|                   | Państwo           | Il. zawodników | % zawodników |
| ----------------- | ----------------- | -------------- | ------------ |
| Anglia            | Anglia            | 5              | 62,50%       |
| Kanada            | Kanada            | 1              | 12,50%       |
| Walia             | Walia             | 1              | 12,50%       |
| Irlandia Północna | Irlandia Północna | 1              | 12,50%       |

- Liczba uczestników rundy: 8 zawodników
- Liczba rozegranych partii (maksymalnie możliwa): 29 (36)
- Średnia liczba partii w meczu: 7,25
- Najwyższe zwycięstwo: 5-1
- Liczba meczów rozstrzygniętych w ostatniej partii: 1

### Statystyki półfinałów
|                   | Państwo           | Il. zawodników | % zawodników |
| ----------------- | ----------------- | -------------- | ------------ |
| Anglia            | Anglia            | 2              | 50,00%       |
| Kanada            | Kanada            | 1              | 25,00%       |
| Irlandia Północna | Irlandia Północna | 1              | 25,00%       |

- Liczba uczestników rundy: 4 zawodników
- Liczba rozegranych partii (maksymalnie możliwa): 28 (30)
- Średnia liczba partii w meczu: 14,00
- Najwyższe zwycięstwo: 8-5
- Liczba meczów rozstrzygniętych w ostatniej partii: 1